# Petapa
Petapa (früher San Miguel Petapa) ist eine Kleinstadt in Guatemala und Verwaltungssitz des gleichnamigen Municipios im Departamento Guatemala. Der Ort liegt rund 20 Kilometer südlich von Guatemala-Stadt auf 1260 m Höhe.

## Municipio
Das mit 30 km² kleinste der 17 Municipios des Departamentos Guatemala liegt im Süden von Guatemala-Stadt und gehört mit Teilen zu deren Agglomeration. Im Südwesten hat das Municipio Zugang zum Amatitlán-See. Es hat insgesamt rund 110.000 Einwohner, von denen ein Großteil in suburbanen Siedlungen und Dörfern lebt, darunter Santa Inés.
Angrenzende Municipios sind Guatemala-Stadt im Norden, Villa Canales im Osten und Süden, Amatitlán im Südwesten über eine Seegrenze, sowie Villa Nueva im Westen.

## Geschichte
Petapa wurde 1549 rund vier Kilometer südöstlich von seinem derzeitigen Standort als San Miguel Petapa von den Spaniern gegründet. In einem als Taltic oder Taltique genannten Gebiet wurden Pocomam, die ursprünglich aus Chinautla stammten, in dem Dorf Popah (oder Popoyá) zusammengezogen. Der alte Name Popah, auf den Petapa zurückgeht, bedeutet „Matte“. Mit zum Dorf gehörte die Siedlung Santa Inés Petapa, in der Menschen in sklavenähnlicher Stellung lebten. Auch auf Grund der wichtigen Handelsstraße (Camino Real), die von Antigua Guatemala über San Miguel bis in den Osten (Oriente) führte, kam der Ort bald zu einem gewissen Wohlstand. Am 9. Oktober 1762 traten nach Unwettern die Flüsse Villalobos, Morán, Molino und Tulujá über die Ufer. Eine Flutwelle aus Schlamm und Baumstämmen zerstörte San Miguel Petapa fast völlig. Nicht so sehr wegen der Zerstörungen, sondern eher um sich von der indigenen Bevölkerungsgruppe abzugrenzen, zogen am 22. Januar 1763 etwa 500 Ladinos rund zehn Kilometer weiter nach Nordwesten und gründeten dort Villa Nueva („Neustadt“). Am 12. April 1763 folgten ihnen Indigenas nach, die drei Kilometer nordwestlich des alten Ortes bei Llano de la Majada das neue San Miguel Petapa (Pueblo Nuevo de Patapa) gründeten. Der alte Ort, an dem einige alteingesessene Pocomam-Familien verblieben, wurde fortan Pueblo Viejo („Altes Dorf“) genannt. Aus ihm ging das heutige Villa Canales hervor.
Das neue San Miguel Petapa wurde am 23. April 1840 durch ein Erdbeben zerstört. Nach Auseinandersetzungen über Grundbesitzangelegenheiten erging am 21. November 1831 die Anweisung, den Ort etwa einen Kilometer weiter nordwestlich im Valle de la Horca neu zu errichten. Dort befindet er sich noch heute.